# 자멜 압둔
자멜 압둔(Djamel Abdoun, 1986년 2월 14일~ )는 알제리의 전 축구 선수로, 포지션은 미드필더이다.